# Val-des-Sources
Val-des-Sources, precedentemente nota come Asbestos, è un comune del Canada, situato nella provincia del Québec, nella regione di Estrie.

## Storia
Nel 2020 la città ha votato per un cambio di nome per passare da "Asbestos", che in inglese significa "amianto", a "Val-des-Sources", in onore al passato minerario della regione. Nonostante una petizione di alcuni cittadini che protestavano la scarsa partecipazione al referendum e la mancanza di una scelta per mantenere il nome Asbestos, il nuovo nome è stato ufficialmente adottato il 17 dicembre 2020.